# Monogram Pictures

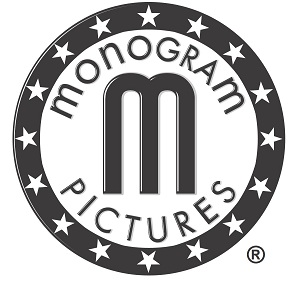
Logo Monogram Pictures

Monogram Pictures Corporation est un studio hollywoodien qui a produit et distribué des films, pour la plupart des petits budgets, entre 1931 et 1953, année où la firme devient Allied Artists Pictures Corporation (disparue en 1979). Monogram est considérée comme un leader parmi les petits studios communément désignés par la Poverty Row. L'idée suivie par la société est de faire en sorte que son logo soit associé dans l'esprit des gens à l'action et l'aventure.

## Histoire
Monogram est née au début des années 1930 de la fusion de deux sociétés : Rayart Productions de W. Ray Johnston (renommée Raytone à l'apparition du parlant) et Sono-Art Pictures de Trem Carr. Toutes deux sont spécialisées dans les petits budgets et, en tant que Monogram Pictures, continuent cette politique jusqu'en 1935 avec Trem Carr chargé de la production. Un autre indépendant, Paul Malvern, distribue ses productions Lone Star Productions via la Monogram.
L'épine dorsale du studio dans les premières années est un tandem père – fils : Robert N. Bradbury, scénariste et réalisateur, et Bob Steele, acteur cow-boy, en sont les artisans. Bradbury écrit quasiment tous les premiers westerns de Monogram et Lone Star. Alors que les budgets de productions sont maigres, Monogram offre un programme varié, avec de l'action mélodramatique, classique et mystérieuse.
En 1935, Johnston et Carr sont courtisés par Herbert Yates de Consolidated Film Industries ; Yates prévoit de fusionner Monogram avec plusieurs autres plus petites sociétés indépendantes pour former Republic Pictures. Mais après quelque temps dans cette nouvelle entreprise, Johnston et Carr partent ; Carr va produire pour Universal et Johnston redémarre Monogram en 1937.

## Les stars de Monogram Pictures
Dans ses premières années, Monogram peut difficilement se payer des grands noms du cinéma et emploie soit d'anciens acteurs du muet devenus inactifs (Herbert Rawlinson, William Collier Sr.) ou de jeunes talents (Ray Walker, Wallace Ford).
En 1938, Monogram commence une longue et fructueuse stratégie de production de séries avec des acteurs familiers. Frankie Darro, le principal interprète de jeunes endurcis des années 1930, rejoint la Monogram et reste avec jusqu'en 1950. Le comédien Mantan Moreland partage la vedette dans beaucoup des films de Darro et constitue un atout précieux pour la Monogram jusqu'en 1949.

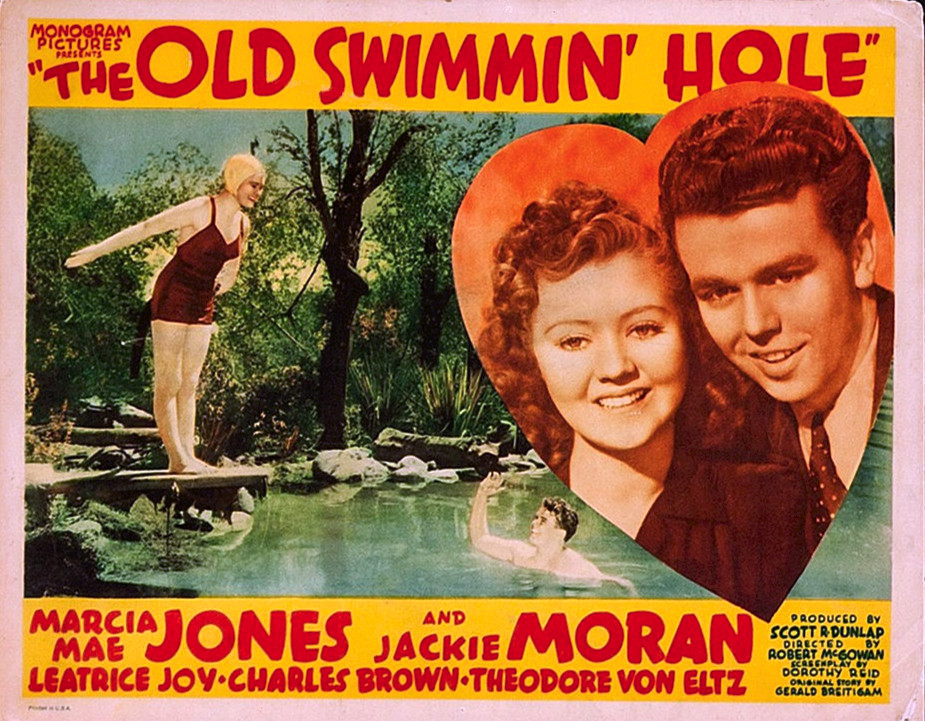
Jackie Moran et Marcia Mae Jones dans The Old Swimmin' Hole (1940).

Les jeunes acteurs Marcia Mae Jones et Jackie Moran conduisent une série de films romantiques maison. Le thème du crime domine dans les projets de la Monogram à la fin des années 1930 et au début des années 1940. Par exemple, l'oubliable mais pourtant attachant Riot Squad (1941) montre Richard Cromwell interpréter un docteur travaillant secrètement pour la police afin d'attraper les gangsters, avant que sa fiancée Rita Quigley ne casse leur engagement de mariage.
Boris Karloff apporte une touche classe au programme de la Monogram avec les mystères mettant en scène le personnage Mr. Wong. Ce qui incite le producteur Sam Katzman à engager Bela Lugosi pour en faire une suite de thrillers. Katzman frappe un grand coup grâce à la série des East Side Kids et ses gangs de rue, qui dure de 1940 à 1945. La star des East Side Leo Gorcey prend ensuite les rênes lui-même et transforme le groupe en les Bowery Boys, ce qui devient la plus longue série de longs métrages dans l'histoire du cinéma (48 titres). Durant son cours, Gorcey devient l'acteur le mieux payé d'Hollywood sur une base annuelle.
Monogram a toujours nourri les fans de western. Le studio publie des films d'aventures se déroulant dans les plaines de l'ouest américain, mettant en vedette Bill Cody, Bob Steele, John Wayne, Tom Keene, Tim McCoy, Tex Ritter et Jack Randall, avant de miser sur un concept de trio rassemblant des vétérans de la selle. Buck Jones, Tim McCoy et Raymond Hatton deviennent The Rough Riders ; Ray Corrigan, John 'Dusty' King et Max Terhune forment The Range Busters ; et Ken Maynard, Hoot Gibson et Bob Steele sont The Trail Blazers. Lorsqu'Universal Pictures laisse partir Johnny Mack Brown, Monogram saute sur l'occasion et l'emploie jusqu'en 1952.
Le studio est une rampe de lancement pour les stars à venir : Preston Foster dans Sensation Hunters (en) (1933), Randolph Scott dans Rêves brisés (1933), Lionel Atwill dans The Spinx (1933), Alan Ladd face à Edith Fellows dans Her First Romance (1940), Robert Mitchum dans Étrange Mariage (1944). Le studio est aussi un refuge pour les stars dont la carrière coince : Edmund Lowe dans Klonkide Fury (1942), John Boles dans Road to Happiness (1942), Ricardo Cortez dans I Killed That Man (1941), Kay Francis et Bruce Cabot dans Divorce (1945).
Monogram lance et élève ses propres stars. Gale Storm commence sa carrière à RKO Radio Pictures en 1940 mais trouve finalement sa place à la Monogram. Elle a été promue dans les séries de Monogram de Frankie Darro et est mise en évidence dans les crimes dramatiques, comme Cosmo Jones, Crime Smasher (1943) avec Richard Cromwell et Frank Graham dans le premier rôle, et une série de musicals misant sur ses talents de chanteuse, comme Campus Rhythm (1943) et Nearly Eighteen (1943). Une autre découverte de la Monogram durant cette période est la patineuse Belita, qui à l'opposé joue, d'abord dans des revues musicales, puis obtient des rôles dramatiques tels que Suspense (1946), le seul film à budget important à être produit sous le nom Monogram.

## Séries de films et succès
Monogram continue à expérimenter les séries, certaines passent et d'autres cassent. Les bonnes réussites sont Charlie Chan, The Cisco Kid et Joe Palooka, toutes des propriétés abandonnées par les autres studios et ravivées par Monogram. Celles ayant eu moins de succès sont la bande dessinée des exploits de Snuffy Smith, les mystérieuses aventures de The Shadow, et la série comique de Sam Katzman mettant en vedette Billy Gilbert, Shemp Howard et Maxie Rosenbloom.
Plus tard Monogram touche à la popularité avec Dillinger, l'ennemi public no 1 (1945) de King Borthers Productions, un crime dramatique qui obtient un succès flambant et reçoit la seule nomination majeure de Monogram pour un Oscar, celui du meilleur scénario. Monogram essaie d'enchainer immédiatement avec plusieurs mélodrames d'exploitation sur des thèmes tropicaux, et parvient à un certain succès, mais ne deviendra jamais un studio majeur respectable, comme l'a réussi l'ex ressortissant de la Poverty Row Columbia Pictures.

## Allied Artists Pictures Corporation
Le producteur Walter Mirisch commence chez Monogram après la Seconde Guerre mondiale en tant qu'assistant du directeur du studio Samuel 'Steve' Broidy. Il convainc Broidy que les jours des films à bas budget sont comptés, et en 1946, Monogram crée une nouvelle branche : Allied Artists Productions, pour faire des films plus chers.
À une époque où le film hollywoodien moyen coute aux alentours de 800 000 $ et le film moyen de la Monogram 90 000 $, le premier opus d'Allied Artists, C'est arrivé dans la Cinquième Avenue (1947), coute plus de 1 200 000 $. Les films suivants d'Allied Artists sont plus économiques mais gardent des chiffres de production relevés ; beaucoup étaient filmés en couleur.
La nouvelle politique du studio permet ce que Mirisch appelle la série « B-plus », qui était produite conjointement avec la lignée de série B bien établie de Monogram. Les prédictions de Mirisch au sujet de la fin des films à petits budgets se révèlent correctes avec l'arrivée de la télévision, et en septembre 1952, Monogram annonce qu'à partir de ce jour elle ne produira plus que sous le nom Allied Artists. Le nom Monogram est finalement retiré en 1953. La société est alors connue sous le nom Allied Artists Pictures Corporation.
Allied Artists a gardé quelques vestiges de son identité Monogram, continuant la série d'action populaire de Stanley Clements jusqu'en 1953, les westerns B jusqu'en 1954, les aventures de Bomba, the Jungle Boy jusqu'en 1955, et en particulier la fructueuse série comique avec The Bowery Boys jusqu'en 1957 avec Clements remplaçant Leo Gorcey. Pour la plus grande partie, toutefois, Allied Artists se dirige dans de nouvelles et ambitieuses directions avec Mirisch.
Durant un moment au milieu des années 1950, la famille Mirisch a une grande influence sur Allied Artists, avec Walter producteur délégué, son frère Marvin chef des ventes, et son frère Harold trésorier. Ils poussent le studio vers le cinéma à gros budget, signant des contrats avec William Wyler, John Huston, Billy Wilder et Gary Cooper. Mais lorsque leurs premières grosses productions, La Loi du Seigneur (1956) de Wyler et Ariane (1957) de Wilder sont des flops au box-office, le chef du studio Broidy se retranche dans le genre de films que Monogram avait toujours favorisé : des films d'action et des thrillers à petit budget. Mirisch Company obtient ensuite du succès en distribuant ses films via United Artists.
Monogram/Allied Artists survit en trouvant un créneau et en s'en servant bien. La société dure jusqu'en 1979, quand l'inflation incontrôlable et les hauts couts de production la mettent en faillite. La bibliothèque de Monogram/Allied Artists est rachetée par le producteur de télévision Lorimar ; aujourd'hui une majorité de cette bibliothèque appartient à Time Warner.
Probablement l'hommage le plus connu à Monogram vient du pionnier de la Nouvelle Vague Jean-Luc Godard, qui dédie son film À bout de souffle (1960) à Monogram, citant les films du studio comme une influence majeure.

## Pour aller plus loin
- Ted Okuda, The Monogram Checklist: The Films of Monogram Pictures Corporation, 1931–1952, McFarland & Company, 1999.  (ISBN 0786407506).